# 足立区立平野小学校
足立区立平野小学校（あだちくりつ ひらのしょうがっこう）は、東京都足立区平野3丁目にある公立小学校。

## 沿革
出典
- 1977年（昭和52年）4月1日  - 開校。開校時点の児童数700名（男子362名・女子338名）、学級数20（普通学級19・身障学級1）、教職員30名、主事10名。
- 2008年（平成20年）
  - 4月 - 循環型食品リサイクル事業開開始。
  - 9月 - 「ひらのキッズパレット」 開始。
- 2013年（平成25年）
  - 3月 - 足立区コミュニティスクール指定校。
  - 9月 -  防球ネット設置。
- 2016年（平成28年）
  - 8月 - トイレ改修工事。
  - 11月19日 - 創立40周年記念式典挙行し、祝賀会開催。
- 2017年（平成29年）
  - 3月1日 - 足立区コミュニティスクール指定校 （再指定）。
  - 4月1日 - 特別支援教室（コミュニケーション教室「くすのき」）設置。
  - 8月 - トイレ改修工事。
- 2018年（平成30年）
  - 3月 - この月から6月まで、空調機更新及び設置。
  - 6月 - この月から10月まで、外壁改修、屋上防水改修、プール改修。
- 2020年（令和2年）6月 - この月から8月まで、体育館空調機設置。
- 2021年（令和3年）8月 - 児童用タブレット配備。

## 児童数
出典
2023年（令和5年）4月6日時点
| 学年 | 1年 | 2年 | 3年 | 4年 | 5年 | 6年 | 4組 （特別支援） | 合計 |
| ---- | --- | --- | --- | --- | --- | --- | ---------------- | ---- |
| 学級 | 3   | 3   | 3   | 3   | 3   | 3   | 3                | 21   |
| 児童 | 71  | 84  | 96  | 87  | 85  | 86  | 24               | 533  |

## 通学区域
出典
- 一ツ家1丁目（全域）
- 平野1丁目（全域）
- 平野2丁目（全域）
- 平野3丁目（全域）
- 東六月町（全域）

## 進学先中学校
出典
公立中学校に進学する場合
- 足立区立東島根中学校

## 周辺
- 環七北通り（足立区道）
- ドラッグセイムス足立平野店
- ファミリーマート足立平野店
- 都営足立平野三丁目アパート
- 足立区立東島根中学校
- このほか、小規模工場や都営足立平野三丁目アパート以外のマンション・アパートなどの住宅などが広がっている。

## 交通アクセス
- 都営バス「北47」系統で、「島根町」停留所下車後、徒歩5分。
- JR東日本常磐線・東武鉄道伊勢崎線・東京メトロ[6]・首都圏新都市鉄道つくばエクスプレス線北千住駅、または東武鉄道伊勢崎線竹ノ塚駅から、上述の都営バス「北47」系統に乗車し、「島根町」停留所下車後、徒歩。
- 東京メトロ日比谷線梅島駅から、徒歩20分。